# 博報堂DYグループ
博報堂DYグループ（はくほうどうディーワイグループ、英語: Hakuhodo DY Group）は東京都港区に本社を置く博報堂、大広（登記上の本店は大阪府大阪市北区）、読売広告社による経営統合により形成、総合広告業を中心とした（持株会社と中核3社を含む）子会社384社および関連会社64社で構成される企業グループ。日本第2位、世界第9位の規模を誇る。

## グループ形成までの変遷
参照：
- 2001年（平成13年）10月29日 - 博報堂、大広、読売広告社の3社がメディア関連業務の相互補完・強化を目的とする業務提携契約を締結[広報 3]。

- 2002年（平成14年）12月2日 - 博報堂、大広、読売広告社の3社による経営統合計画を発表[広報 4]。

- 2003年（平成15年）10月1日 - 博報堂、大広、読売広告社が共同株式移転により、株式会社博報堂DYホールディングスを設立[広報 5]。
- 2003年（平成15年）12月1日 - 博報堂、大広、読売広告社のそれぞれに分散するメディア機能の統合新会社として、博報堂DYメディアパートナーズ（博報堂DYMP）を設立[1]。
- 2009年（平成21年）2月23日 - 博報堂がデジタル・アドバタイジング・コンソーシアム（DAC）の第三者割当増資を引受け[2]、同社株式を博報堂DYグループ全体で53.7%（博報堂DYMP：45.1%、博報堂：8.6%）保有することとなる[3][4][5]。
- 2014年（平成26年）5月9日 - 欧米諸国を対象とした戦略事業組織として、Kyuを組成[6]。
- 2016年（平成28年）10月3日 - DACとアイレップが共同株式移転により、D.A.コンソーシアムホールディングス（DACHD）を設立[7][8]。
- 2018年（平成30年）10月 - 博報堂DYホールディングスがTOBにより、DACHDを完全子会社化[9]。
- 2019年（平成31年）4月1日 - DACが博報堂DYデジタルを吸収合併[10]。
- 2020年（令和2年）4月1日 - 博報堂DYホールディングスがインターネット広告のオプト（現：デジタルホールディングス）より、ソウルドアウトの全株式を取得[11]。
- 2022年（令和4年）4月1日 - 博報堂DYグループのテクノロジー専門会社として、博報堂テクノロジーズを設立[12]。
- 2023年（令和5年）4月1日 - 博報堂DYグループのコーポレート機能の統合新会社として、博報堂DYコーポレートイニシアティブを設立[13]。
- 2024年（令和6年）4月1日 - DACHD、DAC、アイレップの3社統合によりデジタル中核会社として、Hakuhodo DY ONEを設立[14]。
- 2024年（令和6年）8月1日 - 博報堂DYグループ内のベンチャープログラムへの投資会社（特別目的会社）として、Ventures of Creativityを設立[15]。
- 2025年（令和7年）3月31日 - Hakuhodo DY Matrixの清算結了[16]。
- 2025年（令和7年）4月1日 - Hakuhodo DY ONEが、DACとアイレップを吸収合併[17]。
- 2025年（令和7年）4月1日 - 博報堂が博報堂DYメディアパートナーズ（休眠会社）の事業を統合[18]。

## 純粋持株会社
株式会社博報堂DYホールディングス【東証プライム・2433】- 広告主等に対してマーケティング・コミュニケーションサービス全般の提供を担う子会社等の経営管理

## 博報堂グループ
博報堂DYメディアパートナーズのデジタルマーケティングやメディア対応機能などを統合した新生・博報堂の主導のもと、生活者ネットワークに特化した広告業を展開している。
株式会社 博報堂（博報堂DYホールディングス 100.0%） - 総合広告代理店業務

### 日本
<地域会社>
| - 株式会社北海道博報堂（博報堂 100.0%）- 北海道での総合広告代理店業務 - 株式会社新潟博報堂（博報堂 100.0%）- 新潟県での総合広告代理店業務 - 株式会社静岡博報堂（博報堂 100.0%）- 静岡県での総合広告代理店業務 - 株式会社九州博報堂（博報堂 80.0%、西広 20.0%）- 九州での総合広告代理店業務 |  | - 株式会社東北博報堂（博報堂 100.0%）- 東北での総合広告代理店業務 - 株式会社北陸博報堂（博報堂 100.0%）- 北陸での総合広告代理店業務 - 株式会社中国四国博報堂（博報堂 100.0%）- 中四国での総合広告代理店業務 - 株式会社アドスタッフ博報堂（博報堂 35.8%）- 沖縄県での総合広告代理店業務 |

<総合広告代理店>
| - 株式会社TBWA\HAKUHODO（博報堂 60.0%、TBWA Worldwide Inc. 40.0%）- 総合広告代理店業務 - 株式会社OMD HAKUHODO（TBWA\HAKUHODO 100.0%） - TBWA HAKUHODO China Co., Ltd.（TBWA\HAKUHODO 50.0%） - 株式会社中央アド新社（博報堂 85.1%）- 総合広告代理店業務 |  | - 株式会社オズマピーアール（博報堂 100.0%）- 総合広告代理店業務 - 株式会社ジェイ・ピーアール（オズマPR 100.0%）- ヘルスケア専門の広告会社 - ピーアールコンビナート株式会社（オズマPR 100.0％）- PR活動の支援等 |

<広告業>
| - 株式会社博報堂メディカル（博報堂 100.0%）- 医薬品の専門広告会社 - 株式会社オプトエスピー（博報堂 100.0%）- IT企業 - 株式会社SIX（博報堂 100.0%）- デジタル広告とマス広告の融合型コミュニケーションの提供 - 株式会社博報堂DYアウトドア（博報堂 100.0%）- アウトドアメディア領域の広告業 - 株式会社HUUM（博報堂 51.0%、UUUM 49.0％）- ライブコマース事業等 - 株式会社朝日広告社（博報堂 20.0%）- 広告業務 |  | - 株式会社博報堂Gravity（博報堂 100.0%）- 服飾領域を対象とした広告業務 - 株式会社 wondertrunk & co.（博報堂 98.5%）- インバウンド専門会社 - STORIES合同会社（博報堂 66.0%）- ハリウッド向け広告事業 - Stories International, Inc.（STORIES LLC 100.0%）- 米国法人 - 株式会社スーパーネットワーク（博報堂 50.0%、東北新社 50.0%）- 番組供給事業 |

<マーケティング・ソリューション>
| - 株式会社PEAK（博報堂 100.0%）- マーケティングカンパニー - 株式会社博報堂プラニングハウス（博報堂 100.0%）- マーケティングカンパニー - 株式会社博報堂マーケティングシステムズ（博報堂 100.0%）- ITを活用したマーケティング支援事業 - 株式会社博報堂DYスポーツマーケティング（博報堂 100.0%）- スポーツ分野におけるマーケティングカンパニー - 株式会社広告EDIセンター（博報堂 29.9%）- 広告業のデジタル化の普及・促進 |  | - 株式会社博報堂アイ・スタジオ（HDY ONEとの共同出資）- デジタルマーケティング業務 - 株式会社アイ・ファクトリー（博報堂アイ・スタジオ 100.0%）- Web広告制作等 - 株式会社スパイスボックス（博報堂 94.1%）- デジタルマーケティング - データスタジアム株式会社（博報堂 66.9％）- スポーツデータに関するソリューション事業 - 株式会社 HAKUHODO BRIDGE（博報堂 51.0%、アイリッジ 49.0%）- アプリ開発事業 |

<広告制作>
- 株式会社博報堂プロダクツ（博報堂 100.0%） - 総合広告制作事業

| - 株式会社エクスペリエンスD（博報堂プロダクツ 100.0%）- 店舗・体験型施設の企画運営等 - 株式会社 Emerge（博報堂プロダクツ 75.0%）- 動画制作事業 - Empag (Thailand) Co., Ltd.（Emerge 100.0%）- タイ法人（オフショアリング） - 株式会社博報堂プロダクツスタジオ（博報堂プロダクツ 100.0%）- グラフィック業務 |  | - Products (Bangkok) Co., Ltd.（博報堂プロダクツ 100.0%）- タイ法人 - 株式会社セレブリックス（博報堂プロダクツ 100.0%）- 営業コンサル業務等 - 株式会社グロースデータ（博報堂プロダクツ 100.0%）- データ利活用総合支援業務 - 株式会社SP EXPERT'S（博報堂プロダクツ 100.0%）- デジタル販促ソリューション業務等 |

| - 株式会社博報堂クリエイティブ・ヴォックス（博報堂 100.0%）- 広告・宣伝の制作等 - 株式会社博報堂ケトル（博報堂 100.0%）- 広告・宣伝の制作等 - 株式会社博報堂キャスティング&エンタテインメント（博報堂 100.0%）- 音楽制作等 - 株式会社TEKO LEVERAGE（博報堂 100.0%）- 企業価値向上に向けた専門ファーム |  | - 株式会社HAKUHODO DESIGN（博報堂 100.0%）- デザインを通じたブランドソリューションの提供 - 株式会社博報堂キャビン（博報堂 100.0%）- 広告・宣伝の制作等 - 株式会社ハッピーアワーズ博報堂（博報堂 100.0%）-「体験」を軸とした広告の製作等 - 株式会社博報堂DYミュージック&ピクチャーズ（博報堂 100.0%）- 映画製作、アニメ制作等 |

<人材派遣>
- 株式会社バックスグループ（博報堂 100.0%） - 人材派遣事業

| - ジェイビートゥビー株式会社（富士通、キリンビール他との共同出資）- POSデータの分析等 - 株式会社SBC（バックスグループ 100.0%）- BPO業務 - 株式会社アイヴィジット（バックスグループ 100.0%）- 総合フィールドアウトソーシング業務 |  | - 株式会社リクエスト（バックスグループ 100.0%）- 総合プロモーション業務 - 株式会社スマートコミュニケーションズ（バックスグループ 100.0%）- 総合広告代理業務 - 株式会社グッドライフビジネスサポート（ナックとの共同出資）- 清掃スタッフの派遣等 |

<建設業>
- 株式会社ディー・ブレーン（博報堂 99.0%、博報堂プロダクツ 1.0%）- 建設関連業務

| - 株式会社ジェーピーディーエイチ（ディー・ブレーン 100.0%） |  | - 株式会社ホログラム（ディー・ブレーン 100.0%） |

<コンタクトセンター>
- 株式会社 博報堂CSグループ（博報堂 100.0%）- コンタクトセンター事業を統括する中間持株会社

| - 株式会社 博報堂コネクト（博報堂CSグループ 100.0%） |  | - 日本トータルテレマーケティング株式会社（博報堂CSグループ 100.0%） |

<コンサルティング>
| - 株式会社博報堂コンサルティング（博報堂 100.0%）- コンサルティング業務 - Hakuhodo Consulting Asia Pacific Pte. Ltd.（博報堂コンサルティング 100.0%）- シンガポール法人 - 株式会社エッジ・インターナショナル（博報堂 100.0%）- IR活動の支援等 - 株式会社 HAKUHODO ITTENI（博報堂 80.0%、NTTデータ 20.0%）- ITコンサルティング事業 |  | - 株式会社quantum（博報堂 100.0%）- スタートアップ支援事業 - quantum GLOBAL Inc.（quantum 100.0％）- 米国法人 - QO株式会社（博報堂 49.0%、マクロミル 51.0%）- コンサルティング業務等、旧H.M.マーケティングリサーチ。 - インキュデータ株式会社（博報堂 33.4%）- データコンサルティングカンパニー |

<その他>
| - iichi株式会社（博報堂 28.3％）- 生活者間マーケットプレイスの運営等 - 株式会社HUG（ユーキャンとの共同出資）- リスキングHR事業 |  | - SUPERYARD株式会社（三井不動産との共同出資）- 特例子会社 - Earth hacks株式会社（三井物産との共同出資）- サステナブル商品の開発等 |

<博報堂生活総合研究所（Hakuhodo Insititute of Life and Living）>
| - 博報堂生活総合研究所 - 博報堂の社内シンクタンク - HILL ASIA Co., Ltd.（HIT 100.0%）- ASEANでのシンクタンク業務 |  | - 博報堂生活綜研（上海）市場銷諮詢有限公司（博報堂（上海）100.0%）- 中国でのシンクタンク業務 |

### APAC
Hakuhodo Asia Pacific Co., Ltd.（「Hakuhodo APAC」、博報堂 100.0%）- APAC地域の統括
<東アジア>
博報堂（上海）管理諮詢有限公司（「博報堂（上海）」、Hakuhodo APAC 100.0%）- 中国子会社の統括
| - 北京代博広告有限公司（博報堂（上海）90.0%） - 博報堂創意広告有限公司（博報堂（上海）100.0％） - 博報堂心知広告有限公司（博報堂創意 100.0%） - 博報堂香港有限公司（博報堂（上海）100.0%） |  | - 上海博報堂有限公司（博報堂（上海）100.0%） - 省広納思博報堂広告有限公司 - GIMCグループとの折半出資 - 博報堂希点整合営銷（武漢）有限公司（博報堂（上海）50.0%） |

Hakuhodo Cheil Inc.（Hakuhodo APAC 51.0%）- 韓国法人
台北博報堂投資股份有限公司（「HTI」、Hakuhodo APAC 100.0%）- 台湾子会社の統括
- 格威博報堂集団（「格威博報堂」、台北博報堂 78.8％）- 台湾法人

| - United Communications Group（格威博報堂 100.0%） - United Advertising Co., Ltd.（UCG 100.0%） - KY-Post Design International Co., Ltd.（格威博報堂 100.0%） - Art-Deco Exhibition International Co., Ltd.（KY-Post 100.0%） - Pilot Hakuhodo（格威博報堂 100.0%） |  | - Interplan International Corp.（格威博報堂 100.0%） - Kaohsiung Exhibition Center Corp.（IIC 100.0%） - Marketing Communications Consultancy Co., Ltd.（IIC 100.0%） - Intercon Convention Management Co., Ltd.（IIC 100.0%） - Medialand Digital Strategy Ltd.（格威博報堂 100.0%） |

| - 台湾博報堂股份有限公司（台北博報堂 100.0%） - 博報堂知達股份有限公司（台北博報堂 100.0%） |  | - 博報堂行效股份有限公司（台北博報堂 100.0％） - 博報堂思索股份有限公司（台北博報堂 100.0%） |

<東南アジア>
| - Hakuhodo Jakarta（Hakuhodo APAC 100.0%）- インドネシア法人 - Kingdom Digital Solutions Sdn. Bhd.（Hakuhodo APAC 100.0%）- マレーシア法人 - IdeasXMachina Advertising, Inc.（「IXM」、Hakuhodo APAC 100.0%）- フィリピン法人 - NJYN, Inc.（IXM 100.0%）- フィリピン法人 - Hakuhodo & Saigon Advertising Co., Ltd.（Hakuhodo APAC 100.0%）- ベトナム法人 - Hakuhodo Digital Vietnam Co., Ltd.（Hakuhodo APAC 100.0%）- ベトナム法人 |  | - Hakuhodo Malaysia Sdn. Bhd.（Hakuhodo APAC 100.0%）- マレーシア法人 - People'n Rich-H Sdn. Bhd.（Hakuhodo APAC 100.0%）- マレーシア法人 - Hakuhodo BCI, Inc.（Hakuhodo APAC 100.0%）- フィリピン法人 - eNAV Marketing Services, Inc.（Hakuhodo APAC 100.0%）- フィリピン法人 - Hakuhodo Vietnam Co., Ltd.（Hakuhodo APAC 100.0%）- ベトナム法人 |

Hakuhodo Investment Singapore Pte. Ltd.（Hakuhodo APAC 100.0%）- シンガポール子会社の統括
- Hakuhodo (Singapore) Pte. Ltd.（Hakuhodo Investment Singapore 100.0％）- シンガポール法人

Hakuhodo Integrated Communications Group Pte. Ltd.（「ICG」、Hakuhodo APAC 100.0%）- 持株会社
- PMG Asia Pacific Pte Ltd（「PMG」、ICG 100.0％）- シンガポール法人

| - PMG JAPAN株式会社（PMG 100.0%）- 日本法人 - Beijing PMG Consulting Co., Ltd.（PMG 100.0%）- 北京市法人 - PMG Integrated Communications Pvt. Ltd.（PMG 100.0%）- インド法人 - PMG Integrated Communications Co., Ltd.（PMG 100.0%）- 韓国法人 - PMG Integrated Communications Philippines Inc.（PMG 100.0%）- フィリピン法人 - PMG Integrated Communications Ltd.（PMG 100.0%）- バングラデシュ法人 |  | - PMG Integrated Communications Pty. Ltd.（PMG 100.0%）- オーストラリア法人 - Shanghai PMG Marketing Service Co., Ltd.（PMG 100.0%）- 上海市法人 - PT. PMG Integrasi Komunikasi（PMG 100.0%）- インドネシア法人 - PMG Integrated Communications Sdn. Bhd.（PMG 100.0%）- マレーシア法人 - PMG Integrated Communications (Thailand) Co., Ltd.（PMG 100.0%）- タイ法人 |

| - The Thinc Group Pte. Ltd.（ICG 100.0％） - Figment Pte Ltd（ICG 100.0％） |  | - Moving Content Solutions Pte Ltd（ICG 100.0%） |

Hakuhodo Internatinonal Thailand Co., Ltd.（「HIT」、Hakuhodo APAC 100.0%）- タイ子会社の統括
| - Hakuhodo (Bangkok) Co., Ltd.（HIT 100.0%） - Spicy Hakuhodo Co., Ltd.（HIT 100.0%） - Winter Egency Co., Ltd.（HIT 49.0%） |  | - Spa-Hakuhodo Co., Ltd.（HIT 100.0%） - Hakuhodo O2 Co., Ltd.（HIT 100.0%） - Hakuhodo First Co., Ltd.（HIT 90.0%） |

Media Intelligence Group Co., Ltd.（Hakuhodo APAC 70.0%）- 持株会社
| - Media Intelligence Myanmar Co., Ltd.（MIG 100.0%）- ミャンマー法人 |  | - Media Insight Co., Ltd.（MIG 100.0%）- タイ法人 |

Square Communications JSC（「SQC」、Hakuhodo APAC 51.0%）- 持株会社
| - SQUARE JSC（SQC 100.0%）- ベトナム法人 - DSQUARE JSC（SQC 100.0%）- ベトナム法人 - DELTA JSC（SQC 100.0%）- ベトナム法人 - SQUARE Communications Myanmar（SQC 100.0%）- ミャンマー法人 |  | - BIZ-EYES JSC（SQC 100.0%）- ベトナム法人 - GAMMA JSC（SQC 100.0%）- ベトナム法人 - SQUARE Communications Cambodia（SQC 100.0%）- カンボジア法人 |

<南アジア>
| - Hakuhodo India Pvt. Ltd.（Hakuhodo APAC 100.0%）- インド法人 - Hakuhodo. Sync Pvt. Ltd.（Hakuhodo India 100.0％） - Hakuhodo. Wyng Pvt. Ltd.（Hakuhodo India 100.0%） - Hakuhodo. Lync Pvt. Ltd.（Hakuhodo India 100.00%） |  | - Hakuhodo Digital India Pvt. Ltd.（Hakuhodo APAC 100.0%）- インド法人 - AdGlobal360 India Pvt. Ltd.（Hakuhodo APAC 76.2%）- インド法人 - MA&TH Entertainment Pvt. Ltd.（Hakuhodo APAC 53.0％）- インド法人 |

### 欧米
| - Hakuhodo Deutschland GmbH（博報堂 100.0%）- ドイツ法人 - HDD GmbH（Hakuhodo Deutschland 100.0%）- ドイツ法人 - Hakuhodo USA Inc.（博報堂 100.0%）- 米国法人 |  | - The Joy Agency Pty Ltd（博報堂 100.0%）- オーストラリア法人 - Southpaw Communications Ltd.（博報堂 100.0%）- 英国法人 - Ailove Digital LLC（博報堂 100.0%）- ロシア法人 |

## 大広グループ
大手広告会社の大広を中心に、メディア向け宣伝広告事業や催事の企画・運営等を手掛ける。
株式会社 大広（博報堂DYホールディングス 100.0%） - 事業開発領域、コミュニケーション活動全般を支援する総合広告代理店業務

### 日本
- 株式会社 大広WEDO（大広 100.0%） - クリエイティブに特化した総合広告代理店業務

<地域会社>
| - 株式会社大広九州（大広 100.0%）- 九州での総合広告代理店業務 - 株式会社大広北陸（大広 100.0%）- 北陸での総合広告代理店業務 |  | - 株式会社アド大広名古屋（大広 100.0%）- 愛知県での総合広告代理店業務 - 株式会社大広西日本（大広 100.0%）- 西日本での総合広告代理店業務 |

<ダイレクトマーケティング・コンサルティング>
| - 株式会社ディー・クリエイト（大広 100.0%）- 総合ダイレクトマーケティング業務 |  | - アイビーシステム株式会社（大広 51.1%）- ダイレクトマーケティング支援業務 |

<領域特化サービス会社>
| - 株式会社 澤田設計事務所（大広 95.0%）- デジタルマーケティング業務等 - 株式会社チョーズン・ワン（大広 66.7%）- D2Cビジネスの支援業務等 |  | - 株式会社LGBT総合研究所（大広 100.0%）- LGBTに関わる研修・調査、広告制作等 - 株式会社 WUUZY（大広 90.0%）- EC専門人材のマッチングサービス等 |

<プロモーションメディア>
- 株式会社 大広メディアックス（大広 75.0%）- 車内ガイド放送、交通・屋外広告媒体の取扱い業務

### グローバル
| - 大広（中国）広告有限公司（大広 100.0%）- 上海市法人 - Daiko Vietnam Co., Ltd.（大広 99.0%）- ベトナム法人 - PT. AD Planet Daiko Indonesia（大広 51.0%）- インドネシア法人 - DAIKO From Here On Communications Pvt. Ltd.（大広 51.0%）- インド法人 |  | - 大廣國際廣告股份有限公司（大広 100.0%）- 台湾法人 - AD Planet Daiko Pte. Ltd.（大広 87.2%）- シンガポール法人 - DAIKO Mekong Communications Co., Ltd.（大広 90.0%）- ベトナム法人 |

## 読広グループ
大手広告会社の読売広告社（「読広社」）を中心に、住生活領域に特化した広告業を展開するほか、エンターテインメント領域での新規事業開発を手掛ける。
株式会社 読売広告社（博報堂DYホールディングス 100.0%） - 総合広告代理店業務

### 日本
| - 株式会社読広クロスコム（読広社 100.0%）- 総合PR会社 - 株式会社読広クリエイティブスタジオ（読広クロスコム 100.0%）- デザイン制作会社 - 株式会社 環境計画研究所（読広社 51.0%）- PR関連支援等 - ネブタ・スタイル有限責任事業組合（竹浪比呂央ねぶた研究所との共同出資）- ねぶたに関するデザイン制作等 |  | - 株式会社ショッパーインサイト（読広社 100.0%）- データ分析等 - 株式会社読広キャスティング&エンタテインメント（読広社 100.00%）- 広告制作会社 - 株式会社YOMIKO Digital Shift（SHIFTとの共同出資）- デジタル広告会社 |

### グローバル
| - 台灣讀廣股份有限公司（読広社 70.0%）- 台湾法人 |  | - FLP YOMIKO Singapore Pte. Ltd.（読広社 80.0%）- シンガポール法人 |

## HDY ONEグループ
DACHD、DAC、アイレップの3社統合で誕生したHakuhodo DY ONE（「HDY ONE」）を中心とした「デジタルコア」グループ。
株式会社 Hakuhodo DY ONE（博報堂DYホールディングス 100.0%） - デジタルマーケティング中核会社

### 日本
| - 株式会社ロカリオ（HDY ONE 94.2%）- 中小企業・地域企業向けのWeb広告事業 - 株式会社カラック（HDY ONE 100.0%）- デジタルマーケティング事業 - 株式会社アイレップフレール（HDY ONE 100.0%）- Web広告の運用等 - 株式会社プラットフォーム・ワン（HDY ONE 100.0%）- 広告配信プラットフォームの開発・提供 - 株式会社インフォキュービック・ジャパン（HDY ONE 100.0%）- グローバル市場 - 株式会社ARROVA（HDY ONE 100.0%）- XR技術・ゲーム・メタバースコンテンツ領域における事業開発コンサルティング事業 |  | - 株式会社シンクス（HDY ONE 51.0%）- 運用型広告の運用・コンサルティング業務 - 株式会社タービン・インタラクティブ（HDY ONE 100.0%）- BtoBマーケティング事業 - regocia 株式会社（HDY ONE 100.0%）- CtoCマーケティング事業 - 株式会社Red.（HDY ONE 100.0%）- コンサルティング事業 - 株式会社アド・プロ（博報堂との共同出資）- ネット広告の進行菅理専門会社 - Huihai Info-Tech(Changchun) Co.,Ltd.（アド・プロ 100.0%）- 長春市法人 - 株式会社トーチライト（HDY ONE 100.0%）- マーケティング支援事業向けデジタルプロモーション事業 |

- ユナイテッド株式会社【東証グロース・2497】（HDY ONE 52.3％）- 携帯向け広告配信、ベンチャー投資等

| - 株式会社ブリューアス（ユナイテッド 100.0%）- IT人材育成事業、アプリケーション開発事業 - 株式会社ベストコ（ユナイテッド 100.0%）- 学習塾「ベスト個別」の運営等 - ユナイテッドマーケティングテクノロジーズ株式会社（ユナイテッド 100.0%）- アドテクノロジー事業 - フォッグ株式会社（ユナイテッド 80.1%）- アーティストの活動支援事業 |  | - ユナイテッド・リクルートメント株式会社（ユナイテッド 100.0%）- スカウト代行サービス「offerBrain」の提供等 - 株式会社リベイス（ユナイテッド 100.0%）- デザイナーマッチング事業「JOOi」の運営 - 株式会社インターナショナルスポーツマーケティング（ユナイテッド 100.0%）- スポーツ関連のWebサイト制作、メディアの企画・開発 |

### グローバル
<アジア>
| - 北京艾睿普广告有限公司（HDY ONE 100.0％）- 北京市法人 - 台湾迪艾思股份有限公司（HDY ONE 100.0％）- 台湾法人 - DAC Asia Pte. Ltd.（HDY ONE 100.00%）- シンガポール法人 |  | - 北京迪愛慈広告有限公司（HDY ONE 100.0％）- 北京市法人 - DAC Data Technology Vietnam JSC（HDY ONE 100.00%）- ベトナム法人 |

<北米>
- IREP Inc.（HDY ONE 100.00%）- 米国法人

## ソウルドアウトグループ
地域密着型サービスにより、デジタルマーケティング、ソフトウェア、メディア、DX領域で中小企業・ベンチャー企業の成長を支援する。
ソウルドアウト株式会社（博報堂DYホールディングス 100.0%） - デジタルマーケティング支援等
| - SO Technologies株式会社（ソウルドアウト 100.0%）- 中堅・中小企業向けマーケティングテクノロジーの提供 - メディアエンジン株式会社（ソウルドアウト 100.0%）- メディア事業等 |  | - アンドデジタル株式会社（ソウルドアウト 100.0%）- 中小・ベンチャー向けデジタル活用支援等 |

## Kyu
北米・欧州を中心に、専門マーケティング業やクリエイティブサービス企業のM&Aを行う。
Kyu Investment Inc.（博報堂DYホールディングス 100.0%）- 傘下の専門マーケティング業、クリエイティブサービス業の統括

### 北米
| - Red Peak Group, LLC（Kyu 100.0%）- 米国法人 - Kepler Group LLC（Kyu 100.0%）- 米国法人 - Godfrey Dadich Partners LLC（Kyu 100.0%）- 米国法人 - Sid Lee Inc.（Kyu 100.0%）- カナダ法人 |  | - SYPartners LLC（Kyu 100.0%）- 米国法人 - SYLVAIN LLC（Kyu 100.0%）- 米国法人 - IDEO LP（Kyu 75.0%）- 米国法人 - C2 International Inc.（Kyu 55.8%）- カナダ法人 - BEwords Inc.（Kyu 55.8%）- カナダ法人 |

### 欧州
| - Atolye Yaratici Proje Gel. Dan Tas. Hiz. Ve Tie（Kyu 60.0%）- トルコ法人 - Public Digital Limited（Kyu 55.5%）- 英国法人 |  | - Lexington Communications Limited（Kyu 100.0%）- 英国法人 - Gehl Architecs Holdings ApS（Kyu 30.0%）- デンマーク法人 |

## その他
博報堂DYホールディングスの直接出資による子会社として、グループの業務支援やサービスなどを担う。
【テクノロジー】
株式会社 博報堂テクノロジーズ（博報堂DYホールディングス 100.0%） - テクノロジー戦略の立案・実施など
- 株式会社Spontena（日立コンサルティングとの共同出資）- チャットボット開発を軸としたコミュニケーションサポート会社

【コーポレート】
| - 株式会社 博報堂DYコーポレートイニシアティブ（博報堂DYホールディングス 100.0%） - コーポレート機能 - 株式会社SIGNING（博報堂DYホールディングス 100.0%）- ソーシャルデザインカンパニー - 株式会社博報堂DYアイ・オー（博報堂DYホールディングス 100.0%）- 特例子会社 |  | - 株式会社 博報堂DYトータルサポート（博報堂DYホールディングス 100.0%）- シェアードサービス - 株式会社 博報堂DYキャプコ（博報堂DYホールディングス 100.0%）- 総合人材サービス |

【投資】

Ventures of Creativity株式会社（博報堂DYホールディングス 100.0%）- グループ内ベンチャープログラムの事業推進、投資活動等
| - 株式会社ZETTAI WORKS（VoC社 100.0%）- アニメーション広告制作 |  | - Diwa AI Pte. Ltd.（フィリピン在住の起案者との共同出資）- AIを活用したSaaS等の提供 |

株式会社博報堂DYベンチャーズ（博報堂DYホールディングス 100.0%）- CVCの運営等

### 広報
1. 1 2  “第22期（2025年3月期）有価証券報告書”.   博報堂DYホールディングス (2025年6月26日). 2025年6月28日閲覧。
2. ↑  “博報堂DYグループ 経営統合までのあゆみ”.   博報堂DYホールディングス. 2024年12月16日閲覧。
3. ↑  “博報堂・大広・読売広告社、メディア関連業務で業務提携”.   博報堂、大広、読売広告社(三社連名). 2010年10月21日閲覧。
4. ↑  “博報堂・大広・読売広告社、共同持株会社設置による経営統合へ 競合関係を維持する広告3社とメディア事業会社の4社で新グループを結成”.   博報堂、大広、読売広告社(三社連名). 2012年2月6日閲覧。
5. ↑  “博報堂DYホールディングス、発足”.   博報堂DYホールディングス. 2013年1月4日閲覧。

### 第三者による情報
1. ↑  “（平成15年度：事例4）（株）博報堂，（株）大広及び（株）読売広告社の経営統合について”.  公正取引委員会. 2024年12月2日閲覧。
2. ↑  Tetsuki Murotani. “博報堂DY：DACを連結子会社化、第三者割当増資を引き受け”.  Bloomberg. 2009年2月10日閲覧。
3. ↑  MarkeZine編集部. “DAC、博報堂の連結子会社に”.  翔泳社. 2009年2月12日閲覧。
4. ↑  “博報堂DYホールディングス<2433>、デジタル・アドバタイジング・コンソーシアム<4281>を子会社化”.  M&A Online. 2009年2月13日閲覧。
5. ↑  永井 美智子. “ネット広告代理店のDAC、博報堂DYホールディングスの連結子会社に”.  CNET Japan. 2009年2月13日閲覧。
6. ↑  MarkeZine編集部. “博報堂DY、戦略事業組織「Kyu」組成、米2社を買収”.   翔泳社. 2014年5月11日閲覧。
7. ↑  “デジタル・アドバタイジング・コンソーシアム（4281）と子会社のアイレップ（2132）、共同持株会社設立により経営統合”.  日本M&Aセンター. 2016年6月3日閲覧。
8. ↑  “DACとアイレップが経営統合へ”.  ITmedia. 2016年5月23日閲覧。
9. ↑  “博報堂DY、傘下のDACHDを完全子会社化へ”.  日本経済新聞社. 2018年8月29日閲覧。
10. ↑  “株式会社博報堂DYデジタルの情報”.  国税庁 (2019年5月8日). 2019年5月31日閲覧。
11. ↑  “博報堂DYホールディングス<2433>、ネットビジネス支援事業のソウルドアウト<6533>をTOBで子会社化”.   M&A Online (2022年2月9日). 2022年2月11日閲覧。
12. ↑  博報堂DYホールディングス (2022年3月30日). “博報堂DYHD、テクノロジー専門会社「博報堂テクノロジーズ」を設立”.   日本経済新聞社. 2022年4月1日閲覧。
13. ↑  MarkeZine編集部 (2023年3月9日). “博報堂DYホールディングス、「博報堂DYコーポレートイニシアティブ」を設立”.   翔泳社. 2023年3月13日閲覧。
14. ↑  “新社名はHDY ONE　博報堂DYグループのデジタル中核に”.  AdverTimes. 2024年5月2日閲覧。
15. ↑  MarkeZine編集部 (2024年8月8日). “博報堂DYホールディングス、新会社「Ventures of Creativity」を設立”.   翔泳社. 2024年8月11日閲覧。
16. ↑  “株式会社Hakuhodo DY Matrixの情報”.   国税庁 (2025年4月14日). 2025年5月7日閲覧。
17. ↑  (株)Hakuhodo DY ONE、デジタル・アドバタイジング・コンソーシアム(株)、(株)アイレップ「合併公告」『官報』令和7年本紙第1410号、国立印刷局、2025年2月21日、23頁。
18. 1 2  Nikita Mishra (2025年1月14日). “博報堂と博報堂DYメディアパートナーズが4月に統合”.   Campaign Asia-Pacific. 2025年4月1日閲覧。